# Lorenzo Spirito Gualtieri

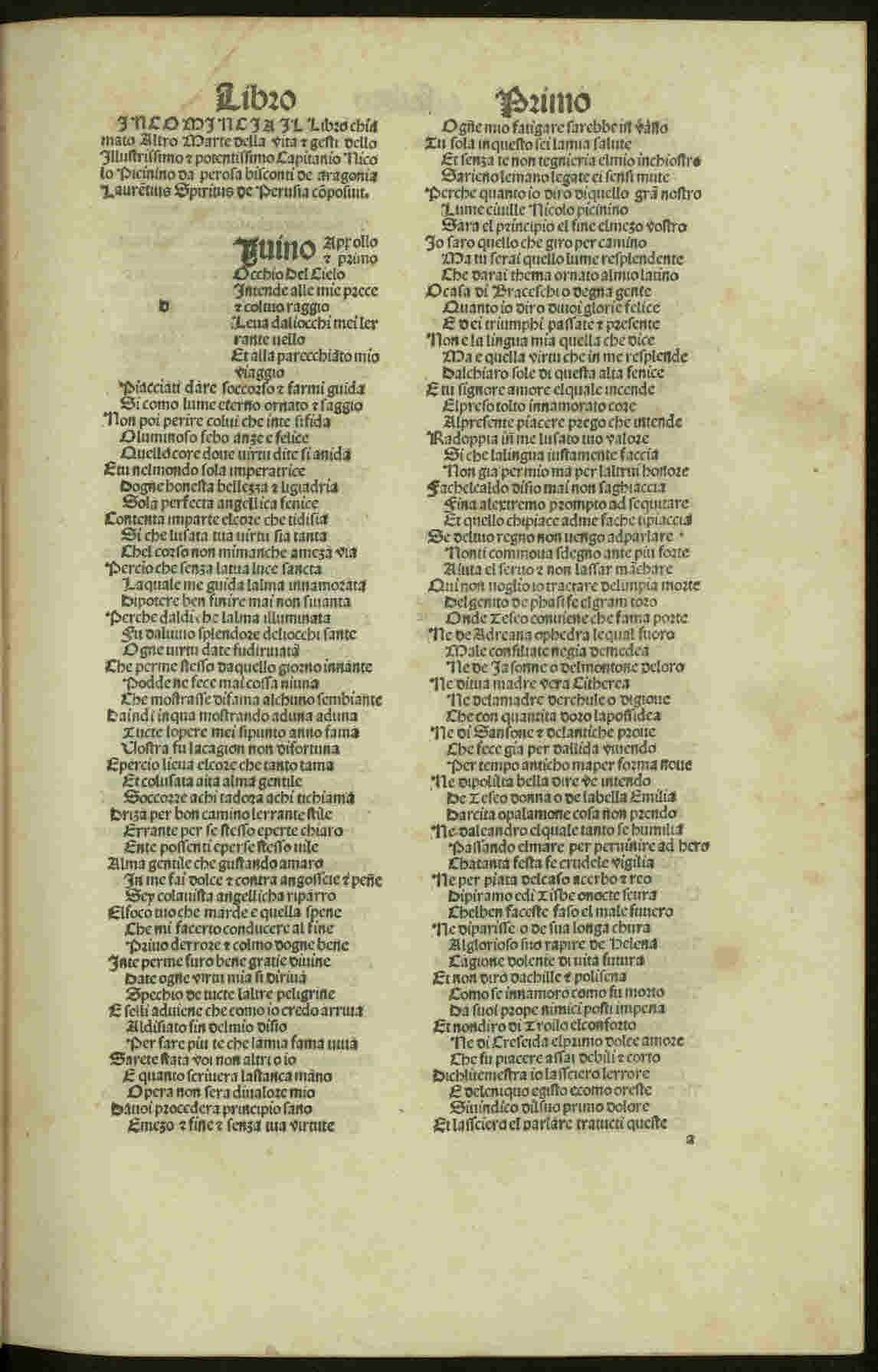
Altro Marte, 1489

Lorenzo Spirito Gualtieri, detto anche Lorenzo Spirito da Perugia (Perugia, 1426 – Perugia, maggio 1496), è stato un poeta, umanista e militare italiano. È stato definito "il letterato e il poeta umbro in volgare più notevole del Quattrocento". Fu il secondo traduttore in volgare in Italia di Ovidio.

## Biografia
Figlio del notaio Ser Cipriano Gualtieri e convinto assertore delle istituzioni repubblicane del comune perugino, rivestì cariche pubbliche e fu podestà di Tolentino (1472). Avviato dal padre alla carriera militare, militò con lui come soldato di ventura al servizio di Niccolò Piccinino, con cui partecipò fra l'altro alla presa d'Assisi (1442: aveva appena sedici anni) e di cui fu segretario. Tornato a Perugia, ricoprì l'incarico di capitano della guardia di palazzo dei Priori e nel 1460 partecipò al torneo promosso da Braccio I Baglioni in onore di Margherita Montesperelli. Petrarchista, fu autore della Finice, un poemetto in ventuno canti in cui narra del suo viaggio in sogno fino al terzo cielo dove incontra la sua donna, chiamata appunto Finice, a imitazione del Petrarca, che aveva chiamato «fenice» la sua Laura in varî passi dei Rerum vulgarium fragmenta. Tuttavia la sua opera poetica principale è l'Altro Marte, poema di centouno capitoli in terza rima in onore dello stesso Niccolò Piccinino e degli altri condottieri Jacopo Piccinino e Francesco Piccinino. Come Archiloco, fu infatti poeta e soldato. Spirito libero e indipendente, nel 1457 fu costretto a pagare una penale di 600 libbre per via delle sue satire sulle prepotenze di alcuni ecclesiastici e della Santa Sede. Volgarizzò le Metamorfosi di Ovidio, ma della sua traduzione rimangono soltanto gli ultimi cinque libri.
All'ultimo periodo della sua vita risale la composizione dell'opera più fortunata di Lorenzo Gualtieri, il Libro delle Sorti, capostipite di un genere che avrebbe goduto di una grande diffusione anche nel secolo seguente, e più volte stampato in tutta Europa fino al '600. Il Libro delle Sorti è un gioco divinatorio basato su un sistema di quesiti e responsi legati ai principali aspetti della vita: la felicità, la riuscita del matrimonio, il successo negli affari, la nascita di un figlio, la salute, la malattia. Ogni profezia, espressa da una terzina in volgare, è il risultato di un meccanismo ludico che passa attraverso il lancio dei dadi e una serie di rimandi da una sezione profetica all'altra. L'esemplare più prezioso dell'opera è conservato presso la Biblioteca Nazionale Marciana di Venezia (Mss. it., IX.87): esso presenta il testo autografo dello stesso Lorenzo Spirito ed è arricchito da miniature di scuola umbra. Il manoscritto termina con le seguenti parole: "Qui finiscono le sorte facte e composte per mano di me Lorenzo Spirito da Peroscia e recopiate per mia propria mano, finite a dì 10 de gennaio 1482".
A Spirito Gualtieri è dedicata una via di Perugia.

## Opere
- Lorenzo Gualtieri, Altro Marte, Stampata in Vicenza, Leonardus Achates de Basilea, 1489. URL consultato il 24 giugno 2015.